# Elezione papale del 1058
L'elezione papale del 1058 si svolse dal 18 aprile al 6 dicembre 1058 nella basilica di San Pietro in Vincoli, a Roma, a seguito della morte di papa Stefano IX, avvenuta a Firenze il 29 marzo 1058.
Il 4 aprile, nella basilica di San Pietro in Vincoli, con la violenza delle milizie nobiliari e la corruzione di diversi cardinali venne eletto papa il cardinale Giovanni Mincio dei conti di Tuscolo (Benedetto X), poi definito Antipapa, poiché Stefano IX in punto di morte aveva fatto giurare ai cardinali di non eleggere il suo successore finché Ildebrando non fosse tornato dalla Germania (si era recato dalla reggente Agnese di Poitou proprio per farle accettare l'elezione di Stefano).
I cardinali riformatori, nonostante il Mincio fosse proprio uno della loro cerchia, non accettarono tale elezione e il 18 aprile fuggirono a Siena, dove il 6 maggio scelsero il vescovo Gerard de Bourgogne, fortemente voluto da Goffredo di Toscana, fratello del defunto papa Stefano. Ma Gerard non era né cardinale né membro del conclave. Così si dovette attendere che egli accettasse e che Agnese non ponesse veti all'elezione, oltre a essere certi d'avere abbastanza alleati contro Benedetto X, e il 6 dicembre, sempre a Siena, Gerard fu eletto ufficialmente papa. Ma fu solo più di un mese dopo, il 24 gennaio, dopo aver solennemente deposto e scomunicato Benedetto, che Gerard poté divenire pontefice pienamente e assumere il nome pontificale di Niccolò II.

## Lista dei partecipanti[1]
| Nome                                 | Paese               | Titolo                                  | Ruolo                                                       | Nascita  | Concistoro        |
| ------------------------------------ | ------------------- | --------------------------------------- | ----------------------------------------------------------- | -------- | ----------------- |
| Giovanni Mincio dei Conti di Tuscolo | Stato Pontificio    | Cardinale vescovo di Segni; eletto papa | Vescovo di Labico emerito; fratello di Benedetto IX         | 1015 ca. | 1050 (Leone IX)   |
| Giovanni Conti                       | Stato Pontificio    | Cardinale vescovo di Porto              | Legato pontificio in Francia; Vescovo di Toscanella emerito | 1000 ca. | 1049 (Leone IX)   |
| Anselmo da Baggio                    | Baggio              | Non fu mai nominato Cardinale           | Vescovo di Lucca                                            | 1010 ca. |                   |
| Bonifacio dei Conti di Tuscolo       | Stato Pontificio    | Cardinale vescovo di Albano             | Legato pontificio in Germania                               |          | 1049 (Leone IX)   |
| Umberto di Silva Candida             | Ducato di Borgogna  | Cardinale vescovo di Santa Rufina       | Legato pontificio a Costantinopoli emerito                  | 1005 ca. | 1051 (Leone IX)   |
| Giovanni                             | Stato Pontificio    | Cardinale vescovo di Sabina             |                                                             |          | 1054 (Leone IX)   |
| Giovanni III                         | Stato Pontificio    | Cardinale vescovo                       | Vescovo di Tivoli                                           | 1000 ca. | 1055 (Vittore II) |
| Pietro                               | Stato Pontificio    | Cardinale vescovo                       | Vescovo di Labico                                           |          | 1055 (Vittore II) |
| Pier Damiani                         | Ravenna             | Cardinale vescovo di Ostia              | Priore emerito di Fonte Avellana                            | 1007     | 1057 (Stefano IX) |
| Bruno                                | Sacro Romano Impero | Cardinale presbitero di Santa Sabina    | Arciprete                                                   |          | 1058 (Stefano IX) |
| Pietro                               | Stato Pontificio    | Cardinale vescovo                       | Vescovo di Gabi                                             |          | 1050 (Leone IX)   |

## Conseguenze
Le circostanze che hanno portato all'esito caotico di questa elezione fecero prendere definitivamente coscienza al movimento riformatore che era assolutamente necessario risolvere drasticamente, e con provvedimenti canonici, la questione dell'elezione del papa, che sottostava ancora alle normative del Privilegium Othonis. Il neo-eletto Niccolò II, riunito un sinodo in Laterano, promulgò pertanto, nella seduta del 18 aprile 1059, il Decretum in Electione Papae, contenuto all'interno della Bolla In Nomine Domini, che stabiliva la fine dell'intromissione imperiale nelle elezioni pontificie e l'affidamento del ruolo ai soli cardinali-vescovi. Alla stesura diedero un decisivo contributo i protagonisti del movimento riformatore ecclesiale: Ildebrando di Sovana, Umberto di Silva Candida e Pier Damiani. Le elezioni successive, tuttavia, dimostrarono che il sentiero di affrancamento del clero e della Chiesa dalle influenze del potere laico era ancora lungo da percorrere, ma la strada era ormai tracciata.